# Альтофонте
Альтофонте (італ. Altofonte, сиц. Parcu) — муніципалітет в Італії, у регіоні Сицилія,  метрополійне місто Палермо.
Альтофонте розташоване на відстані близько 440 км на південь від Рима, 10 км на південний захід від Палермо.
Населення — 10 307 осіб (2014).
Щорічний фестиваль відбувається 26 липня. Покровитель — Sant'Anna.

## Демографія
Населення за роками:

Станом на 1 січня 2023 року в муніципалітеті офіційно проживало 88 іноземців з 24 країн, серед них 48 громадян країн Євросоюзу та 3 громадяни України.

## Сусідні муніципалітети
- Бельмонте-Меццаньо
- Монреале
- Палермо
- П'яна-дельї-Альбанезі
- Санта-Кристіна-Джела